# Хандожко, Сергей Сергеевич
Сергей Сергеевич Хандожко (род. 19 мая 1992 года, Торжок, Тверская область, Россия) — российский боец смешанных боевых искусств, выступающий под эгидой UFC в полусредней весовой категории. Бывший боец ACB. Чемпион России, Европы и мира по универсальному бою, чемпион Москвы и России по асихара-карате.

## Биография
В первом классе попросил родителей, чтобы его записали в секцию самбо-дзюдо, первый тренер Николай Петрович Воробьев. До пятого класса одержал несколько побед: первенство района и города; на областных соревнованиях занимал третьи места.
К подростковому возрасту увлеченность спортом пошла на спад. В военном лагере (Анапа) заболел желтухой, прошёл полный курс лечения в местной больнице, приехав в родной город, полгода восстанавливался, двигательная активность была сведена к минимуму, придерживался строгой диеты. Восстановившись, пошёл в секцию рукопашного боя в 14-15 лет, где стал заниматься каратэ, тренер - Александр Иванович Жокин. С 16 лет Хандожко становился неоднократным чемпионом Москвы и России в своем весе, не имея при этом соответствующего пояса.
Летом перед 11 классом семья переехала из Торжка в Одинцово, где отец, будучи военным, получил квартиру. Хандожко стал заниматься рукопашным боем у Ярослава Владимировича Пильника. После двух месяцев тренировок стал победителем соревнований в своем весе.
В октябре 2010 года стал победителем на первенстве мира по универсальному бою. В 2011 году занял 1-е место на IX открытом первенстве муниципального образования Крюково по рукопашному бою (версия панкратион) в категории до 80 кг, 2-е место в категории до 80 кг на кубке по армейскому рукопашному бою, 2-е место на первенстве России по универсальному бою в категории до 80 кг, 1-е место на чемпионате по рукопашному бою «Русский богатырь». В июне — победитель чемпионата по любительскому ММА в категории до 85 кг; июль — 1-е место в категории до 80 кг на чемпионате Европы по универсальному бою; октябрь — 1-е место на первенстве мира по универсальному бою. В этот же период стал бронзовым призёром на открытом чемпионате Москвы по АРБ среди мужчин старше 18 лет в категории до 80 кг.
Совместно с Э.М. Боковым и В.А. Сандульским входил в состав сборной Центрального округа войск национальной гвардии Российской Федерации по армейскому рукопашному бою 2017-2018 гг.

### Карьера в ММА
Первый бой провел 30 июля 2011 года против Дмитрия Лапатина, победив техническим нокаутом в первом раунде. Обучаясь в вузе системы МВД России и не имея достаточного времени на полноценные тренировки, занимались с однокашником В. Мясниковым на кухне общежития. В 2011 году состоялось ещё три поединка, завершившихся досрочной победой С. Хандожко. Победная серия была прервана в сентябре 2012 г. ничьей в бою с Антоном Котюковым, который проходил в рамках Battle of two capitals, Колпино, Санкт-Петербург, на открытом воздухе.
Первое поражение потерпел от Эдуарда Вартаняна в мае 2013 года на турнире «Легенда», где в главном бою встречались Александр Емельяненко и Боб Сапп.
- Ultimate Fighting Championship

Сергей дебютировал в UFC 1 июня 2019 года на турнире UFC Fight Night 153 — Gustafsson vs. Smith, и его соперником стал Ростем Акман. Бой продлился все 3 раунда, и по итогу судьи отдали победу единогласным решением Сергею.
Следующий бой он провел 9 ноября 2019 года на турнире, который проходил в России UFC Fight Night: Zabit vs. Kattar. Его соперником стал Рустам Хабилов, бой прошёл все 3 раунда, и по итогу судьи отдали победу единогласным решением Рустаму.
Сергей вернулся в октагон спустя 3 года и подрался с Дуайтом Грантом на турнире UFC Fight Night: Лемус vs. Андради. Сергей нокаутировал Гранта во втором раунде, оба участники были вознаграждены бонусом «Лучший бой вечера».

## Статистика
| Боёв 34  | Побед 27 | Поражений 6 |
| -------- | -------- | ----------- |
| Нокаутом | 12       | 1           |
| Сдачей   | 7        | 2           |
| Решением | 8        | 3           |
| Ничьи    | 1        | 1           |

| Результат | Рекорд | Соперник                       | Способ                                     | Турнир                                                | Дата            | Раунд | Время | Место                   | Примечание                                                                              |
| --------- | ------ | ------------------------------ | ------------------------------------------ | ----------------------------------------------------- | --------------- | ----- | ----- | ----------------------- | --------------------------------------------------------------------------------------- |
| Победа    | 27-6-1 | Дуайт Грант                    | TKO (удары)                                | UFC Fight Night: Лемус vs. Андради                    | 23 апреля 2022  | 2     | 4:15  | Лас-Вегас, Невада, США  | «Лучший бой вечера».                                                                    |
| Поражение | 26-6-1 | Рустам Хабилов                 | Единогласное решение                       | UFC Fight Night: Zabit vs. Kattar                     | 9 ноября 2019   | 3     | 5:00  | Москва, Россия          |                                                                                         |
| Победа    | 26-5-1 | Ростем Акман                   | Единогласное решение                       | UFC Fight Night 153 — Gustafsson vs. Smith            | 1 июня 2019     | 3     | 5:00  | Стокгольм, Швеция       | Дебют в UFC.                                                                            |
| Победа    | 25-5-1 | Адриано Родригес               | Нокаут (удар ногой в корпус)               | League S-70 — Plotforma S-70: 2018                    | 22 августа 2018 | 2     | 3:19  | Сочи, Россия            |                                                                                         |
| Победа    | 24-5-1 | Мюллер Да Сильва Коуто         | Удушающий приём (удушение сзади)           | GTC 04 — Golden Team Championship 4                   | 26 мая 2018     | 2     | 4:59  | Москва, Россия          |                                                                                         |
| Поражение | 23-5-1 | Станислав Власенко             | Удушающий приём (треугольник)              | ACB 68 — Young Eagles 21                              | 26 августа 2017 | 3     | 3:34  | Душанбе, Таджикистан    |                                                                                         |
| Победа    | 23-4-1 | Станислав Власенко             | Раздельное решение                         | ACB 55 — Tajikistan                                   | 24 марта 2017   | 3     | 5:00  | Душанбе, Таджикистан    |                                                                                         |
| Поражение | 22-4-1 | Бен Алловэй                    | Удушающий приём (удушение сзади)           | ACB 48 — Revenge                                      | 22 октября 2016 | 3     | 3:09  | Москва, Россия          |                                                                                         |
| Победа    | 22-3-1 | Маурисио Машадо                | Нокаут (удар ногой в голову)               | ACB 38 — Breakthrough                                 | 20 мая 2016     | 1     | 0:05  | Ростов-на-Дону, Россия  |                                                                                         |
| Поражение | 21-3-1 | Патрик Кинцл                   | Единогласное решение                       | ACB 32 — Battle of Lions                              | 26 марта 2016   | 3     | 5:00  | Москва, Россия          |                                                                                         |
| Победа    | 21-2-1 | Гильермо Мартинес Айме         | Единогласное решение                       | ACB 26 — Grand Prix Final 2015                        | 28 ноября 2015  | 3     | 5:00  | Грозный, Россия         |                                                                                         |
| Поражение | 20-2-1 | Альберт Дураев                 | Единогласное решение                       | ACB 20 — Sochi                                        | 14 июня 2015    | 3     | 5:00  | Сочи, Россия            |                                                                                         |
| Победа    | 20-1-1 | Сергей Фалей                   | Технический нокаут (удары)                 | ACB 16 — Grand Prix Berkut 2015 Stage 3               | 17 апреля 2015  | 1     | 3:20  | Москва, Россия          | Дебют в ACB.                                                                            |
| Победа    | 19-1-1 | Василий Федорич                | Технический нокаут (удары)                 | Fight Star — Battle on Sura 3                         | 22 февраля 2015 | 2     | N/A   | Пенза, Россия           |                                                                                         |
| Победа    | 18-1-1 | Антон Радман                   | Единогласное решение                       | White Rex — Warriors Spirit 33                        | 26 октября 2014 | 3     | 5:00  | Санкт-Петербург, Россия |                                                                                         |
| Победа    | 17-1-1 | Марко Санти                    | Единогласное решение                       | White Rex — Pro 2014                                  | 29 марта 2014   | 3     | 5:00  | Москва, Россия          |                                                                                         |
| Победа    | 16-1-1 | Фелипе Сальвадор Нсуе Айиугоно | Болевой приём (рычаг локтя)                | TFN — Western Siberia Cup                             | 1 февраля 2014  | 2     | 4:59  | Тюмень, Россия          |                                                                                         |
| Победа    | 15-1-1 | Алексей Пода                   | Технический нокаут (удары)                 | OC — Oplot Challenge 94                               | 28 декабря 2013 | 1     | 1:42  | Харьков, Украина        |                                                                                         |
| Победа    | 14-1-1 | Марвин Адемаж                  | Единогласное решение                       | White Rex — The Birth of a Nation                     | 4 октября 2013  | 3     | 5:00  | Москва, Россия          |                                                                                         |
| Поражение | 13-1-1 | Эдуард Вартанян                | Технический нокаут (удары)                 | Legend — Emelianenko vs. Sapp                         | 25 мая 2013     | 2     | 4:00  | Москва, Россия          |                                                                                         |
| Победа    | 13-0-1 | Симоне Тессари                 | Удушающий приём (удушение сзади)           | Rod Fighting — Vo Slavu Roda: Overtime 2              | 27 апреля 2013  | 1     | 2:11  | Москва, Россия          |                                                                                         |
| Победа    | 12-0-1 | Мартин Сефербеков              | Единогласное решение                       | Voronezh MMA Federation — Fight Riot 1                | 25 января 2013  | 3     | 5:00  | Воронеж, Россия         |                                                                                         |
| Победа    | 11-0-1 | Илья Мартысюк                  | Удушающий приём (удушение сзади)           | M-1 Global — M-1 Fighter 2012 Grand Finale            | 16 декабря 2012 | 1     | 3:02  | Москва, Россия          |                                                                                         |
| Победа    | 10-0-1 | Виктор Собчик                  | Нокаут (удар)                              | ProFC 42 — Oplot                                      | 13 октября 2012 | 1     | 0:29  | Харьков, Украина        |                                                                                         |
| Ничья     | 9-0-1  | Антон Котюков                  | Решение большинства                        | Lion’s Fights 2 — Battle of Two Capitals              | 2 сентября 2012 | 2     | 5:00  | Санкт-Петербург, Россия | Первоначальное решение о победе Котюкова было оспорено. Результат боя изменён на ничью. |
| Победа    | 9-0    | Виталий Лазовский              | Нокаут (удары руками и ногами)             | Rod Fighting — Shield and Sword 2: Russia vs. Belarus | 25 мая 2012     | 1     | 3:25  | Москва, Россия          |                                                                                         |
| Победа    | 8-0    | Марат Бекмуратов               | Технический нокаут (удары)                 | Rod Fighting — Vo Slavu Roda: Broken Ice              | 30 апреля 2012  | 1     | 0:39  | Москва, Россия          |                                                                                         |
| Победа    | 7-0    | Виктор Шишунин                 | Технический нокаут (удар коленом в корпус) | Rod Fighting — Spear of Peresvet                      | 25 февраля 2012 | 1     | 3:20  | Москва, Россия          |                                                                                         |
| Победа    | 6-0    | Магомедсалам Кайнуров          | Единогласное решение                       | VMC — Voronezh Mixfight Cup                           | 20 января 2012  | 2     | 5:00  | Воронеж, Россия         |                                                                                         |
| Победа    | 5-0    | Бабирбек Самиев                | Удушающий приём (треугольник)              | CMMAT — Chekhov MMA Tournament                        | 24 декабря 2011 | 1     | 1:40  | Чехов, Россия           |                                                                                         |
| Победа    | 4-0    | Марат Бекмуратов               | Удушающий приём («гильотина»)              | WPFL — World Pan Fighting League                      | 29 октября 2011 | 1     | 2:24  | Москва, Россия          |                                                                                         |
| Победа    | 3-0    | Андрей Маркович                | Удушающий приём (треугольник)              | FF — Freestyle Fight 2                                | 15 октября 2011 | 1     | 4:20  | Москва, Россия          |                                                                                         |
| Победа    | 2-0    | Магомедсалам Кайнуров          | Нокаут (удары)                             | RadMer 1 — 2 Round                                    | 15 августа 2011 | 1     | 4:10  | Стерлитамак, Россия     |                                                                                         |
| Победа    | 1-0    | Дмитрий Лапатин                | Технический нокаут (удары)                 | WPFL — World Pan Fighting League                      | 30 июля 2011    | 1     | 3:15  | Москва, Россия          |                                                                                         |

## Достижения
- Ultimate Fighting Championship
  - Обладатель премии «Лучший бой вечера» (один раз) против Дуайта Гранта

- Награды
- Мастер спорта по армейскому рукопашному бою
- Мастер спорта по ашихара-каратэ
- Синий пояс по бразильскому джиу-джитсу
- Обладатель кубка Москвы по панкратиону
- Чемпион Москвы по ушу-саньда
- Чемпион Москвы по армейскому рукопашному бою
- Чемпион России по ашихара-каратэ
- Чемпион мира по универсальному бою